# Hillebach

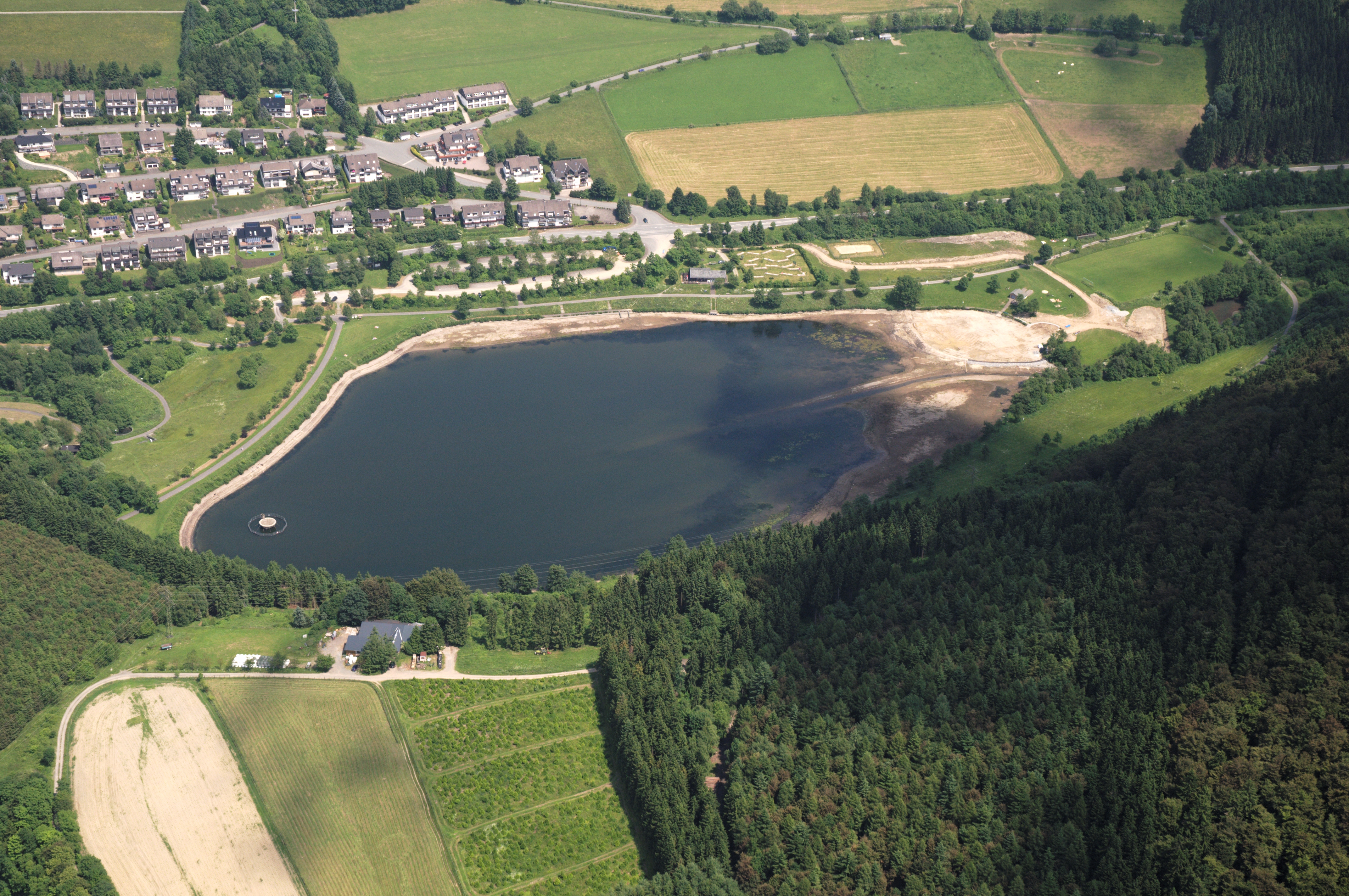
Hillestausee aus der Luft

Der Hillebach, auch kurz Hille genannt, ist ein 7,7 km langer, südöstlicher und orographisch rechter Zufluss der Ruhr im nordöstlichen Teil des Rothaargebirges. Er fließt im nordrhein-westfälischen Hochsauerlandkreis.

## Geographie

### Verlauf
Der Hillebach entspringt im Naturpark Sauerland-Rothaargebirge knapp 1 km südlich der Grenze zum nordwestlichen Teil Hessens und dem dortigen Upland. Seine Quelle liegt an der Südostflanke des 804,9 m hohen Hillekopfs, der sich nördlich von Küstelberg, einem westnordwestlichen Stadtteil von Medebach erhebt. Sie befindet sich in der Gemarkung Küstelberg auf etwa 692,5 m. Östlich oberhalb der Quelle führt an einer auf 693,5 m Höhe gelegenen Wegstelle der Rothaarsteig vorbei.
Der Bach fließt – nach quellnahem Verlassen des Naturparks Sauerland-Rothaargebirge – in überwiegend nordwestliche Richtung. Dabei passiert er – nach rechtsseitigem Einmünden der auch vom Hillekopf heranfließenden Schweimicke – Hildfeld, einem nördlichen Stadtteil von Winterberg, nahe dem südlichen Ortsrand. Südwestlich vom Dorf mündet der im Unterlauf Gröne genannte Springebach ein, der von Süden aus Richtung der Ortschaft Grönebach kommt. Dann passiert der Bach den etwa 837 m hohen Clemensberg, dem höchsten und beherrschenden Berg am beckenförmigen Bachtal, und auf dem unteren Teil seiner Westflanke gelegene Ferienhäuser.
Kurz darauf durchfließt der Hillebach den unterhalb vom Rimberg (764,5 m) liegenden Hillestausee bei Niedersfeld, einem nördlichen Stadtteil von Winterberg, um wenige Hundert Meter bachabwärts – westlich der Dorfhalle (Schützenhalle) – auf etwa 519 m Höhe in den dort von Süden kommenden Rhein-Nebenfluss Ruhr zu münden.

### Naturräumliche Zuordnung
Der Hillebach entspringt in der naturräumlichen Haupteinheitengruppe Süderbergland (Nr. 33), in der Haupteinheit Rothaargebirge (mit Hochsauerland) (333) und in der Untereinheit Winterberger Hochland (333.5) an der Grenze der Naturräume Langenberg (333.58) im Osten und Harfeld (333.56) im Westen. Unterhalb von Hildfeld wechselt er vom Naturraum Harfeld in den Naturraum Nordheller Höhen (333.57) über.

### Rhein-Weser-Wasserscheide
Das Quellgebiet des Hillebachs liegt an der Rhein-Weser-Wasserscheide. Während sich sein Wasser durch die Ruhr in Richtung Westen dem Rhein zuwendet, strebt jenes der kurzen Bäche, die südöstlich des Hillekopfs entspringen, in Richtung Osten durch die Wilde Aa (im Unterlauf Aar genannt), Orke, Eder und Fulda zur Weser.

## Hillebach und Ruhr im Vergleich
An ihrer Mündung ist der Hillebach wasserreicher und mit 7,7 km Länge 1000 m länger als die Ruhr bis zu dieser Stelle. Sein Einzugsgebiet ist mit 17,304 km² gegenüber (bis dorthin) 13,718 km² der Ruhr gut ein Viertel größer.

## Schutzgebiete
Der Hillebach entspringt im Landschaftsschutzgebiet (LSG) Medebach (CDDA-Nr. 555555156; 1983 ausgewiesen; 44,6114 km² groß). Wenige Hundert Meter unterhalb seiner Quelle wechselt er in das LSG Teilgebiet der Stadt Winterberg (CDDA-Nr. 555555153; 1983; 75,2111 km²) über und fließt fortan ein Stück entlang der Grenze zum zuerst genannten LSG. Zugleich erreicht der Bach das Fauna-Flora-Habitat-Gebiet Wiesen im Springebach- und Hillebachtal bei Niedersfeld (FFH-Nr. 4717-304; 1,16 km²). Dabei tritt er auch in das Naturschutzgebiet Hillebachtal (CDDA-Nr. 389780; 2006; 50,45 ha) ein. Nach Passieren des Dorfs Hildfeld fließt der Bach durch das Naturschutzgebiet Irrgeister (CDDA-Nr. 389797; 2006; 38,57 ha).
Bis auf ein paar kleine Rotfichtenflächen ist der Hillebach von Grünland umgeben, das meist mit Rindern beweidet wird.